# 鳥山喜一
鳥山 喜一（とりやま きいち、1887年7月17日 - 1959年2月19日）は、日本の歴史学者。

## 経歴
1887年、東京府本郷区に生まれた。東京帝国大学を卒業。東洋史を専攻した。
1928年から1945年まで京城帝国大学教授を務め、渤海国の遺跡を求めて満洲（中国東北部）を精力的に踏査した。
戦後、日本に引揚げてからは第四高等学校校長(第13代)、金沢大学教授、富山大学学長などを務めた。

## 研究内容・業績
専門は満鮮史で、渤海史研究では日本のパイオニアとされる。1926年に初版が出た中国通史『黄河の水』は少年少女のためと銘打って書かれたものだが、中国史の好個の入門書として版を重ね、現在まで読み継がれるロングセラーとなっている。
評価
- 浜田耕策：自著『渤海国興亡史』（吉川弘文館、2000年）について、「本書を『渤海国興亡史』と題したのは、これまでの渤海史研究の視角が、日本、朝鮮、中国、ロシアのいわば渤海国の外から、これを自国史に引きつけようとしたことから離れることを第一の課題としている。それは、鳥山喜一著『失われた王国』を念頭において、この『失われた』との歴史観からも離れるためである。鳥山の書は『満洲国』に渤海国の遺跡を広く調査した自己の歴史をその著述の背景に置き、名著の誉れ高かった。そこから五十年を経た今日、周辺国の歴史的な事情に引き裂かれない渤海国史を構想することが求められている」と述べている[3]。

## 著作
著書
- 『黄河の水 : 支那小史』清水書房、1949年。
- 『東洋史観』
- 『東京城』
- 『渤海史考』
- 『満鮮文化史観』
- 『失われたる王国』
- 『渤海史上の諸問題』

## 資料
- 特集・鳥山先生追悼録『白山史学』4, 1960
- 「鳥山喜一先生略年譜・主要著作目録」『中央大学文学部紀要』9, 1957年, 179-182頁.